# Tetraonyx nigrifrons
Tetraonyx nigrifrons là một loài bọ cánh cứng trong họ Meloidae. Loài này được Haag-Rutenberg miêu tả khoa học năm 1879.